# Valley Stream
Valley Stream es una villa ubicada en el condado de Nassau, Long Island en el estado estadounidense de Nueva York. En el año 2000 tenía una población de 36.368 habitantes y una densidad poblacional de 4.081,9 personas por km². Valley Stream se encuentra dentro del pueblo de Hempstead.

## Geografía
Valley Stream se encuentra ubicada en las coordenadas 40°39′53″N 73°42′12″O / 40.66472, -73.70333. Según la Oficina del Censo, la ciudad tiene un área total de 0,5 km² (0,2 mi²), de la cual 9 km² (3,5 mi²) es tierra y 0,1 km² (0 mi²) (0.86%) es agua.

## Demografía
Según la Oficina del Censo en 2007 los ingresos medios por hogar en la localidad eran de $77,905, y los ingresos medios por familia eran $84,273. Los hombres tenían unos ingresos medios de $80,094 frente a los $56,260 para las mujeres. La renta per cápita para la localidad era de $66,334. Alrededor del 1.8% de la población estaban por debajo del umbral de pobreza.